# Непристојни људи
Непристојни људи (енгл. Men Behaving Badly) је британска хумористичка серија.

## Радња
Гери је шеф мале компаније за безбедносну опрему, који је заљубљен у Кајли Миног, пиво, пабове, али изнад свега у медицинску сестру Дороти, која живи са родитељима и брак јој не пада на памет.
Подстанару у Геријевом делу куће, Тонију не полази за руком да задржи посао, нема слуха иако воли музику, а смртно је заљубљен у привлачну али хладну Дебору, која од мушкарца тражи све оно што Тони није.

## Улоге
- Мартин Клунс као Гери
- Нил Мориси као Тони
- Керолајн Квентин као Дороти
- Лесли Еш као Дебора

## Приказивање у Србији
Серија је у Србији приказивана на телевизији Пинк и Б92.